# Onyar
Onyar (katalanska: l'Onyar) är en flod i nordöstra Spanien, i regionen Katalonien. Den flyter från söder genom Gironaprovinsen och ansluter i staden Girona som högerbiflod till Ter. Den är från källan till sammanlöpningen med Ter 34 km lång, och hela avrinningsområdet täcker en yta på 340 km². Där floden flyter ihop med Ter är medelvattenföringen 2 m³/s.

## Geografi
Onyar avvattnar/flyter genom kommunerna Brunyola, Vilobí d'Onyar, Riudellots de la Selva, Sant Andreu Salou, Campllong, Fornells de la Selva, Quart d'Onyar och Girona. 
Den flyter upp vid det 854 meter höga bergsmassivet Santa Bàrbara i kommunen, varefter den flyter mot öst och därefter alltmer mot nord.

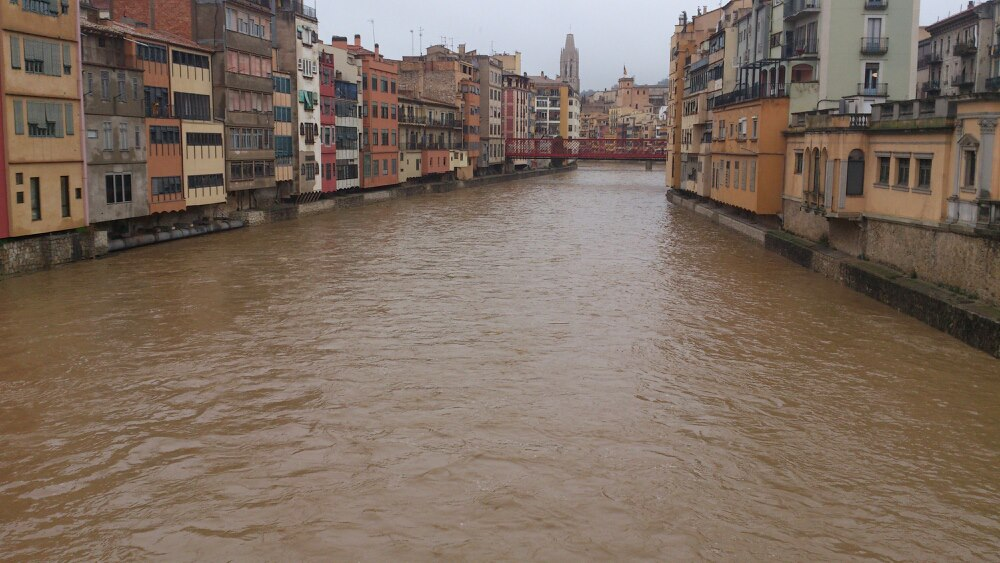
Onyar stiger ibland (nästan) över sina bräddar.

I flodens mellersta lopp är den delvis kanaliserad och reglerad, på grund av ett antal historiska översvämningar. Under sitt lopp genom staden Girona flyter den ihop med sina två huvudsakliga tillflöden – Galligants från höger och Güell från vänster. Genom sitt lopp genom centrala Girona förknippas floden ofta med stadskärnans täta och mångfärgade bebyggelse, vilken är känd som Cases de l'Onyar ('Onyars lådor').
Sammanflödet i Girona av fyra större vattendrag – Galligants, Onyar, Güell och Ter – medför stora variationer i vattenflödet. I samband med långvariga torrperioder är flodbankarna till största delen torrlagda, medan staden å andra sidan återkommande fått uppleva ett antal större översvämningar. Mellan 1300-talet och 1861 noterades ett 40-tal översvämningar runt Gironas floder, de flesta i samband med höstregnen. Under 1900-talet har man noterat (större) översvämningar åren 1940, 1962, 1963, 1965, 1969, 1970 och 1982. Vid det sistnämnda tillfället, som skedde den 17 februari, registrerades i Onyar en störtflod med en högsta vattenföring på 460 m/³ (mer än 100 gånger det normala).  Vattnet flöt dock denna gång genom den kanaliserade floden genom staden och nådde aldrig upp till de nio broarna över floden.
Onyar har en total längd på cirka 30 km. Den har numera föga användning som transportväg, på grund av sin varierande och begränsade vatttenföring (och vattendjup)